# Paul Coakley
Paul Stagg Coakley (ur. 3 czerwca 1955 w Norfolk) – amerykański duchowny katolicki, arcybiskup Oklahoma City od 2011.

## Życiorys
Urodził się w rodzinie Johna i Mary. Ma dwoje rodzeństwa. Gdy miał dwa lata rodzina przeniosła się do Metairie w Luizjanie, gdzie uczęszczał do szkoły św. Magdaleny (1960–1965). Rodzina przeniosła się następnie do Overland Park w Kansas. Tam kształcił się w Broadmoor Junior High School i Shawnee Mission West High School. W roku 1977 uzyskał licencjat z języka angielskiego i języków klasycznych. Wyjechał następnie do Europy, gdzie rozważał nawet wstąpienie do zakonu w opactwie Fontgombault. Po powrocie do kraju rozpoczął przygotowania do kapłaństwa w Seminarium św. Piusa X w Erlanger. Święcenia kapłańskie otrzymał 21 maja 1983 z rąk biskupa Eugene'a Gerbera, ówczesnego ordynariusza Wichity. W roku 1987 uzyskał licencjat z teologii na Uniwersytecie Gregoriańskim w Rzymie. Służył jako kapelan Kansas Newman College, dyrektor Urzędu ds. Młodzieży, a także proboszcz jednej z parafii w diecezji Wichita. W latach 1998–2002 przebywał w Mount St. Mary Seminary w stanie Maryland, gdzie był dyrektorem formacji duchowej. Powrócił następnie do Wichity i został wicekanclerzem diecezji.
21 października 2004 otrzymał nominację na biskupa diecezji Salina. Konsekrowany przez arcybiskupa Kansas City w Kansas Jamesa Kelehera. W Konferencji Biskupów Katolickich USA zasiada w komisjach ds. duchowieństwa, życia konsekrowanego i powołań oraz ewangelizacji i katechezy.
16 grudnia 2010 mianowany arcybiskupem Oklahoma City. Ingres odbył się 11 lutego 2011 roku. Paliusz otrzymał z rąk papieża Benedykta XVI w dniu 29 czerwca 2011 roku.